# Dayna Smith
Dayna Smith, född 1962 i Minot i North Dakota, är en amerikansk fotograf.
Smith har en examen i kommunikation från Kent State University i Ohio. Hon arbetade för Palm Beach Post i Florida och Washington Times innan hon 1985 anställdes som fotograf av The Washington Post. Efter att ha varit anställd vid tidningen i 21 år blev hon 2007 frilansande fotograf. Under sin karriär har hon rest världen över för att fotografera internationella konflikter och kriser.
År 1998 vann hon fototävlingen World Press Photo of the Year med en bild från Kosovo. Bilden porträtterar en sörjande kvinna vid begravningen av hennes make som dödats i Kosovokriget.